# Шпанија на Светском првенству у атлетици у дворани 2022.
Шпанија је учествовала на 18. Светском првенству у атлетици у дворани 2022. одржаном у Београду од 18. до 20. марта осаммнаести пут, односно учествовала је на свим првенствима до данас. Репрезентацију Шпаније представљало је 25 такмичара (13 мушкараца и 12 жена), који су се такмичили у 18 дисциплина (8 мушких и 10 женских).,
На овом првенству Шпанија је по броју освојених медаља делила 6. место са 2 медаље (златна и сребрна).
У табели успешности према броју и пласману такмичара који су учествовали у финалним такмичењима (првих 8 такмичара) Шпанија је са 10 учесника у финалу делила 4. место са 36 бодова.
| Плас. | Земља   | 1. место | 2. место | 3. место | 4. место | 5. место | 6. место | 7. место | 8. место | Бр. финал. | Бод. |
| ----- | ------- | -------- | -------- | -------- | -------- | -------- | -------- | -------- | -------- | ---------- | ---- |
| =4.   | Шпанија | 1        | 1        | 0        | 2        | 0        | 1        | 3        | 2        | 10         | 36   |

## Учесници
| Мушкарци: - Бернат Канет — 60 м - Бруно Ортелано Роиг — 400 м, 4 х 400 м - Мануел Гихаро — 400 м, 4 х 400 м - Маријано Гарсија — 800 м - Алваро де Ариба — 800 м - Саул Ордоњез — 1.500 м - Игнасио Фонтес — 1.500 м - Адел Мечал — 3.000 м - Асиер Мартинез — 60 м препоне - Енрике Љопис — 60 м препоне - Ињаки Кањал — 4 х 400 м - Бернат Ерта — 4 х 400 м - Хорхе Урена — Седмобој | Жене: - Марија Елизабет Перез — 60 м - Сара Гаљего — 400 м, 4 х 400 м - Лорена Мартин — 800 м - Марта Перез — 1.500 м, 3.000 м - Тереза Ерандонеа — 60 м препоне - Ксенија Бенач — 60 м препоне - Гина Стивенс — 4 х 400 м - Кармен Авилес — 4 х 400 м - Лаура Буено — 4 х 400 м - Фатима Диаме — Скок удаљ - Ана Пелетеиро — Троскок - Клаудија Конте — Петобој |

## Освајачи медаља (2)

### Злато (1)
- Маријано Гарсија — 800 м

### Сребро (1)
- Бруно Ортелано Роиг, Инаки Канал, 
 Мануел Гихаро, Бернат Ерта — 4 х 400 м

## Резултати

### Мушкарци
| Атлетичар           | Дисциплина   | Лични рекорд | Квалификације  | Квалификације | Полуфинале            | Полуфинале           | Финале                | Финале       | Детаљи |
| Атлетичар           | Дисциплина   | Лични рекорд | Резултат       | Место         | Резултат              | Место                | Резултат              | Место        | Детаљи |
| ------------------- | ------------ | ------------ | -------------- | ------------- | --------------------- | -------------------- | --------------------- | ------------ | ------ |
| Бернат Канет        | 60 м         | 6,61         | 6,63(.628) КВ  | 3. у гр. 1    | 8,29                  | 7. у гр. 1           | Нису се квалификовали | 20 / 43 (50) |        |
| Бруно Ортелано Роиг | 400 м        | 44,69        | 46,49(.483) кв | 3. у гр. 5    | 47,14 (.140)          | 4. у гр. 2           | Нису се квалификовали | 8 / 24 (25)  |        |
| Мануел Гихаро       | 400 м        | 45,98        | 47,74          | 4. у гр. 2    | Није се квалификовао  | Није се квалификовао | Није се квалификовао  | 20 / 24 (25) |        |
| Маријано Гарсија    | 800 м        | 1:45,12      | 1:48,32 КВ     | 1. у гр. 3    |                       |                      | 1:46,20               |              |        |
| Алваро де Ариба     | 800 м        | 1:44,99      | 1:47,97 КВ     | 2. у гр. 4    | 1:46,58               | 4 / 23 (24)          |                       |              |        |
| Саул Ордоњез        | 1.500 м      | 3:34,98      | 3:43,67        | 6. у гр. 1    | Нису се квалификовали | 18 / 30              |                       |              |        |
| Игнасио Фонтес      | 1.500 м      | 3:33,27      | 3:43,75        | 3. у гр. 2    | Нису се квалификовали | 19 / 30              |                       |              |        |
| Адел Мечал          | 3.000 м      | 7:30,82 НР   | 7:52,27 КВ     | 4. у гр. 2    | 7:43,60               | 7 / 33 (34)          |                       |              |        |
| Асиер Мартинез      | 60 м препоне | 7,55         | 7,67 кв        | 4. у гр. 4    | 7,55 кв               | 3. у гр. 2           | 7,57                  | 4 / 44 (46)  |        |
| Енрике Љопис        | 60 м препоне | 7,56         | 7,76           | 6. у гр. 6    | Није се квалификовао  | Није се квалификовао | Није се квалификовао  | 30 / 44 (46) |        |
| Бруно Ортелано Роиг | 4 х 400 м    | 3:06,32 НР   | 3:06,98 НРС    | 1. у гр. 2    |                       |                      | 3:06,82 НРС           |              |        |
| Ињаки Кањал         | 4 х 400 м    | 3:06,32 НР   | 3:06,98 НРС    | 1. у гр. 2    |                       |                      | 3:06,82 НРС           |              |        |
| Мануел Гихаро       | 4 х 400 м    | 3:06,32 НР   | 3:06,98 НРС    | 1. у гр. 2    |                       |                      | 3:06,82 НРС           |              |        |
| Бернат Ерта         | 4 х 400 м    | 3:06,32 НР   | 3:06,98 НРС    | 1. у гр. 2    |                       |                      | 3:06,82 НРС           |              |        |

#### Седмобој
| Дисциплина   | Хорхе Урена | Хорхе Урена | Хорхе Урена | Хорхе Урена | Хорхе Урена | Хорхе Урена |
| Дисциплина   | Лич. рек.   | Рез.        | Бод.        | Плас.       | Укупно      | Плас.       |
| ------------ | ----------- | ----------- | ----------- | ----------- | ----------- | ----------- |
| 60 м         | 6,87        | 6,95        |             | 8.          | 900         | 8.          |
| Скок удаљ    | 7,73        | 7,33        | 893         | 10.         | 1.793       | 10.         |
| Бацање кугле | 14,84       | 13,90       | 722         | 8.          | 2.515       | 10.         |
| Скок увис    | 2,11        | 2,05 ЛРС    | 850         | 4.          | 3.365       | 10.         |
| 60 м препоне | 7,78        | 7,98        | 987         | 4.          | 4.352       | 8.          |
| Скок мотком  | 5,10        | 4,80        | 849         | 7.          | 5.201       | 7.          |
| 1.000 м      | 2:40,06     | 2:42,28 ЛРС | 848         | 4.          | 6.049       | 7.          |
| Укупно       | 6.249       |             |             |             | 6.049 ЛРС   | 7 / 10 (12) |

### Жене
| Атлетичарка           | Дисциплина   | Лични рекорд | Квалификације    | Квалификације    | Полуфинале            | Полуфинале            | Финале                | Финале                | Детаљи |
| Атлетичарка           | Дисциплина   | Лични рекорд | Резултат         | Место            | Резултат              | Место                 | Резултат              | Место                 | Детаљи |
| --------------------- | ------------ | ------------ | ---------------- | ---------------- | --------------------- | --------------------- | --------------------- | --------------------- | ------ |
| Марија Елизабет Перез | 60 м         | 7,16 НР      | 7,23(.229) КВ    | 3. у гр. 2       | 7,20(.200)            | 6. у гр. 3            | Није се квалификовала | 18 / 46 (47)          |        |
| Сара Гаљего           | 400 м        | 52,82        | 53,13            | 5. у гр. 4       | Није се квалификовала | Није се квалификовала | Није се квалификовала | 22 / 28               |        |
| Лорена Мартин         | 800 м        | 2:01,34      | 2:03,85(.845) КВ | 2. у гр. 2       |                       |                       | 2:03,93               | 8 / 17 (18)           |        |
| Марта Перез           | 1.500 м      | 4:00,12      | 4:10,09 кв       | 5. у гр. 3       | 4:10,23               | 10 / 19               |                       |                       |        |
| Марта Перез           | 3.000 м      | 8:44,40      |                  |                  |                       |                       | 8:57,81               | 16 / 20               |        |
| Тереза Ерандонеа      | 60 м препоне | 8,00         | 8,12 кв, ЛРС     | 5. у гр. 1       | 8,16                  | 6. у гр. 1            | Није се квалификовала | 21 / 41 (45)          |        |
| Ксенија Бенач         | 60 м препоне | 8,06         | Дисквалификована | Дисквалификована | Није се квалификовала | Није се квалификовала | Није се квалификовала | Није се квалификовала |        |
| Сара Гаљего           | 4 х 400 м    | 3:31,86 НР   | 3:34,92 НРС      | 5. у гр. 1       |                       |                       | Нису се квалификовале | 9 / 10                |        |
| Гина Стивенс          | 4 х 400 м    | 3:31,86 НР   | 3:34,92 НРС      | 5. у гр. 1       |                       |                       | Нису се квалификовале | 9 / 10                |        |
| Кармен Авилес         | 4 х 400 м    | 3:31,86 НР   | 3:34,92 НРС      | 5. у гр. 1       |                       |                       | Нису се квалификовале | 9 / 10                |        |
| Лаура Буено           | 4 х 400 м    | 3:31,86 НР   | 3:34,92 НРС      | 5. у гр. 1       |                       |                       | Нису се квалификовале | 9 / 10                |        |
| Фатима Диаме          | Скок удаљ    | 6,82 о       |                  |                  |                       |                       | 6,71 ЛРС              | 7 / 14 (15)           |        |
| Ана Пелетеиро         | Троскок      | 14,87 о      | 14,30 ЛРС        | 8 / 16           |                       |                       |                       |                       |        |

#### Петобој
| Дисциплина   | Клаудија Конте | Клаудија Конте | Клаудија Конте | Клаудија Конте | Клаудија Конте | Клаудија Конте |
| Дисциплина   | Лич. рек.      | Резултат       | Бод.           | Плас.          | Укупно         | Плас.          |
| ------------ | -------------- | -------------- | -------------- | -------------- | -------------- | -------------- |
| 60 м препоне | 8,59           | 8,62           | 991            | 11.            | 991            | 11.            |
| Скок увис    | 1,88           | 1,83 ЛРС       | 1.016          | 5.             | 2.007          | 7.             |
| Бацање кугле | 12,53          | 12,73 ЛР       | 709            | 10.            | 2.716          | 9.             |
| Скок удаљ    | 6,27           | 6,13 ЛРС       | 890            | 7.             | 3.606          | 7.             |
| 800 м        | 2:09,93        | 2:15,00        | 893            | 7.             | 4.499          | 6.             |
| Петобој      | 4.429          |                |                |                | 4.499 ЛР       | 6 / 10 (12)    |